# КБЦ Др Драгиша Мишовић
Клиничко-болнички центар „Др Драгиша Мишовић“ је здравствена установа секундарног и терцијарног нивоа здравствене заштите са седиштем у Београду, у Ул.хероја Милана Тепића бр. 1, општина Савски венац. 
Основан је 1976. године, под називом Клиничко-болнички центар "Дедиње", интеграцијом Клиничке болнице "Др Драгиша Мишовић", Железничко-саобраћајног медицинског центра и Специјалне дечије болнице за плућне болести "Дедиње". 
Данашњи назив Клиничко-болнички центар „Др Драгиша Мишовић - Дедиње“, датира од 1978. године.